# Rognonas
Rognonas é uma comuna francesa na região administrativa da Provença-Alpes-Costa Azul, no departamento de Bouches-du-Rhône. Estende-se por uma área de 9,41 km². Em 2010 a comuna tinha 4 120 habitantes (densidade: 437,8 hab./km²).